# Série 11 SNCB
 (janvier 2013).
Si vous disposez d'ouvrages ou d'articles de référence ou si vous connaissez des sites web de qualité traitant du thème abordé ici, merci de compléter l'article en donnant les références utiles à sa vérifiabilité et en les liant à la section « Notes et références ».
La série 11 est une série de douze locomotives électriques bicourants commandée en 1985 par la SNCB afin de pouvoir tracter les rames Benelux vers les Pays-Bas, où le réseau fonctionne sous 1,5 kV. Elles sont peintes dans la livrée Benelux (bordeaux et jaune).

## Histoire

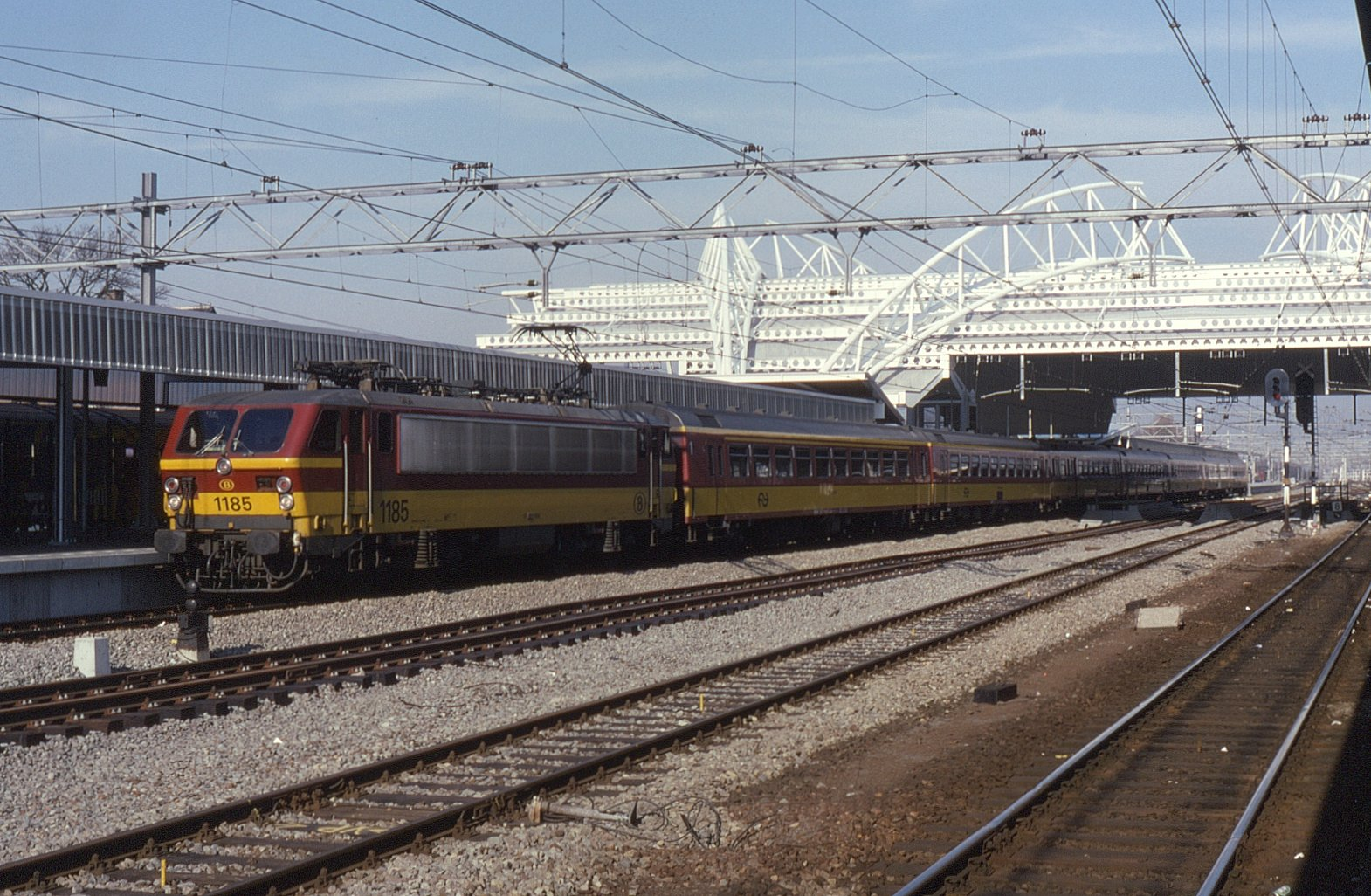
La locomotive 1185 avec des voitures ICR en livrée Benelux (bordeaux et jaune).

Dans les années 1980, il fut décidé de remplacer les rames Hondekop et les rames réversibles constituées de voitures I4, Plan W et Plan D par du matériel plus moderne et plus confortable alors en cours de construction pour les chemins de fer néerlandais : les voitures ICR. Par la même occasion, de nouvelles locomotives vinrent remplacer les 25.5 de la SNCB utilisées sur les anciennes rames réversibles. Ces locomotives appartenaient à la même famille que les séries 12, 21 et 27 mais étaient conformes aux spécifications des chemins de fer néerlandais et aptes à la réversibilité avec une voiture-pilote Benelux. 

12 d’entre-elles numérotées 1181 à 1192 furent mises en service de 1985 à 1986. Comme les nouvelles voitures Benelux, elles portaient une livrée qui combinait le bordeaux de la SNCB et le jaune des NS.

## Utilisation

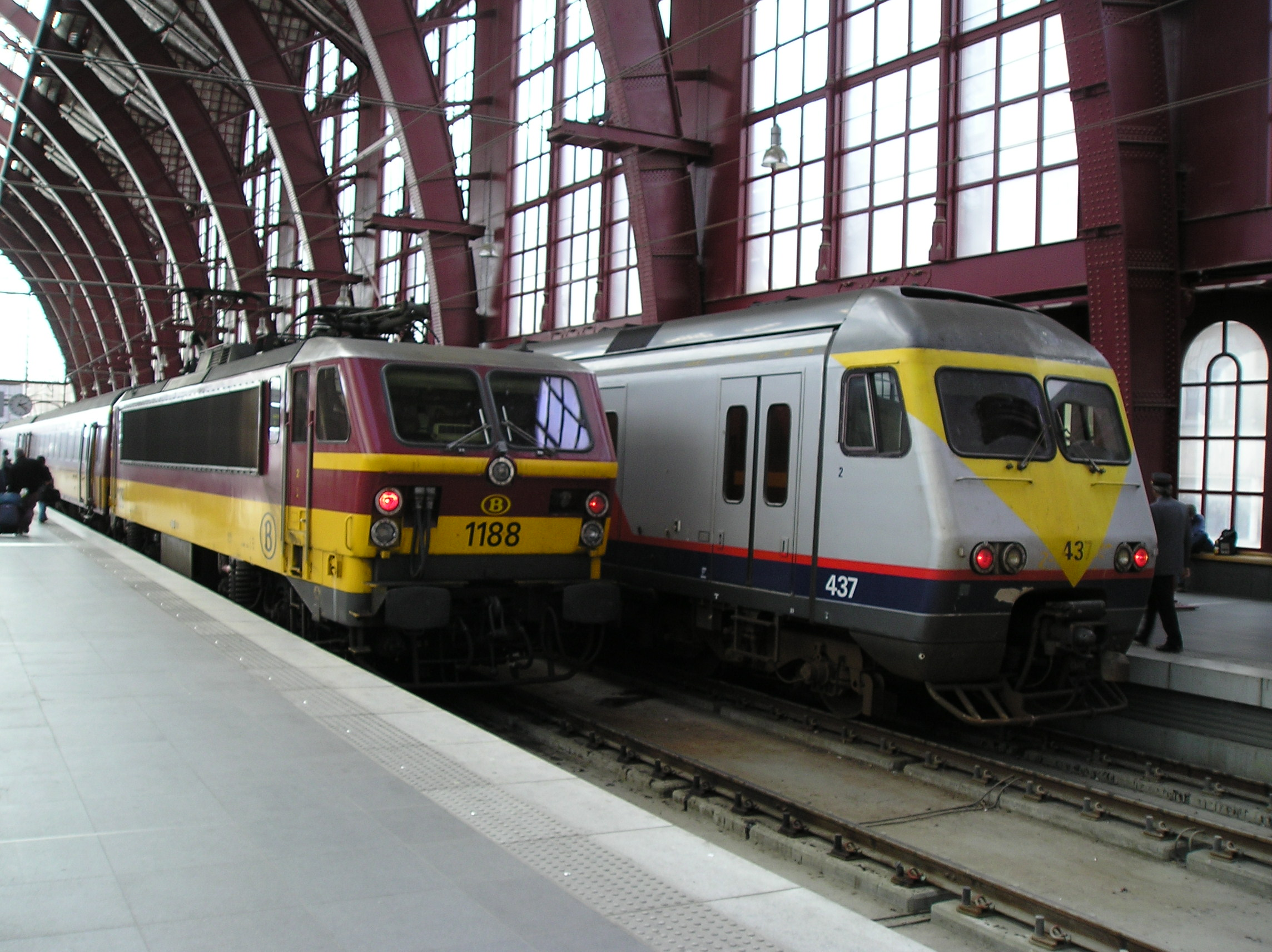
Locomotive 1188 (à gauche) en gare d'Anvers-Central

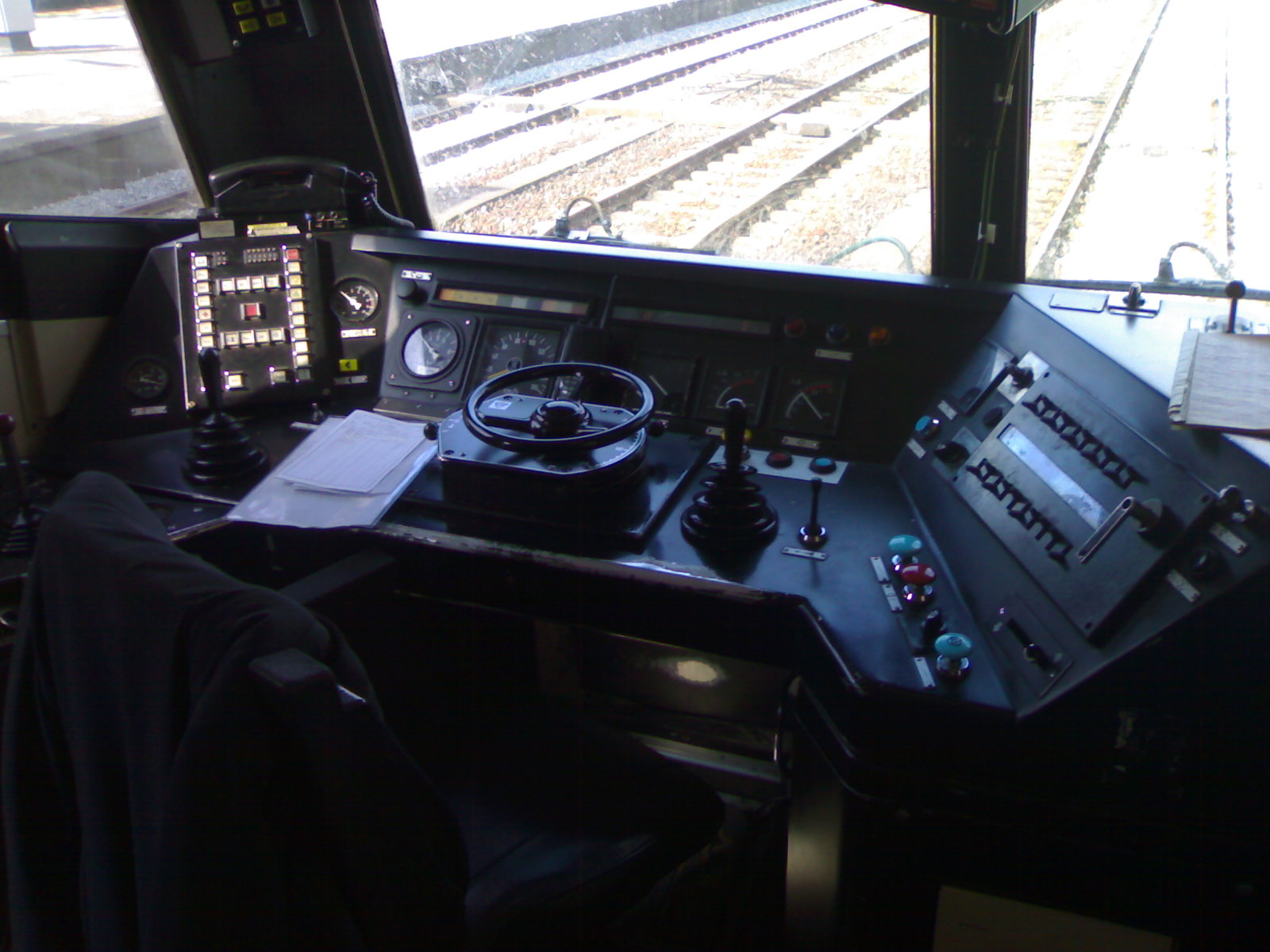
Le poste de conduite de la locomotive 1184

Les locomotives de la série 11 étaient exclusivement utilisées sur la relation Bruxelles-Amsterdam, remorquant des voitures néerlandaises types ICR spécialement dévolues aux trains Benelux. 
À partir de 2009, elles furent remplacées sur ce service par les locomotives série 28 (Bombardier) en attendant la mise en service des trains Fyra. Les locomotives de la série 11 sont alors affectées à des trains d'heures de pointe en Belgique, reliant Schaerbeek à Audenarde, Schaerbeek à Zottegem et Schaerbeek à Gand-Saint-Pierre. Mises en parc depuis 2013 sans pouvoir trouver acquéreur, la SNCB décide en 2020 de les ferrailler.

## Modélisme
La série 11 a été reproduite à l'échelle HO par les firmes belge LS-Models et italienne Lima.